# Saint-Nicolas-de-la-Grave
Saint-Nicolas-de-la-Grave ist eine französische Gemeinde im Département Tarn-et-Garonne in der Region Okzitanien.

## Geografie

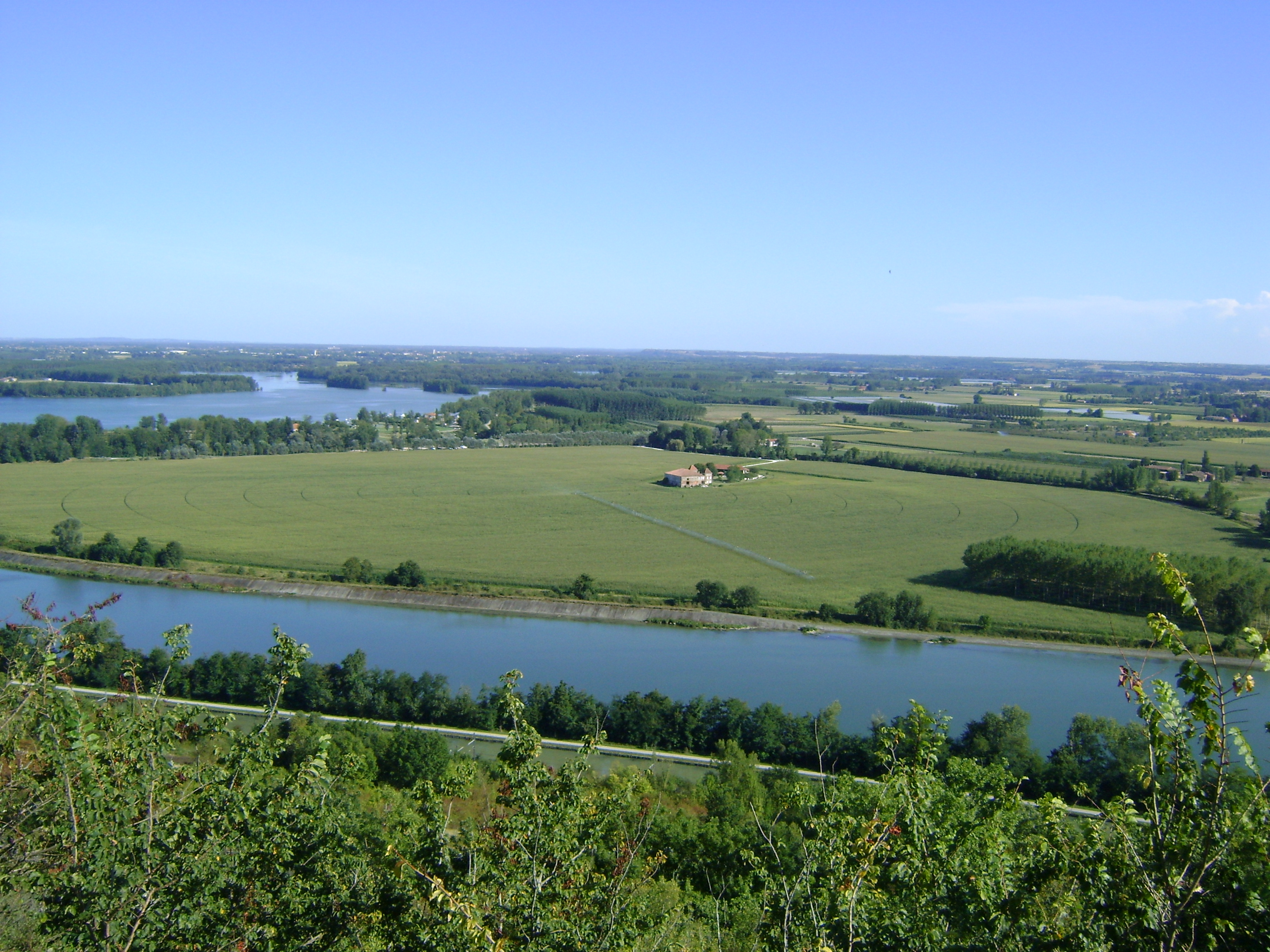
Mündung des Tarn in die Garonne bei Saint-Nicolas-de-la-Grave

Der Ort mit 2287 Einwohnern (Stand 1. Januar 2022) liegt am Zusammentreffen der historischen Provinzen Gascogne, Guyenne und Quercy. Von Obstplantagen und Feldern eingerahmt beherrscht das Dorf die Ebenen der Garonne und der Sère. Errichtet am linken Ufer der Garonne – nur zwei Kilometer von der Tarnmündung entfernt – ist die Gemeinde, die von der Autobahn A62 bedient wird, 70 Kilometer von Toulouse, 32 Kilometer von Agen, elf Kilometer von Castelsarrasin und acht Kilometer von Moissac entfernt.

## Wappen
Blasonierung: „In Blau eine silberne Taube mit grünem Ölzweig im Schnabel.“

## Bevölkerungsentwicklung
| 1962 | 1968 | 1975 | 1982 | 1990 | 1999 | 2006 | 2017 |
| 1560 | 1711 | 1722 | 1705 | 2024 | 2099 | 2044 | 2260 |

## Sehenswürdigkeiten
- Die rechteckige Burg (in Ost-West-Ausrichtung) Château Richard Cœur de Lion mit vier Ecktürmen und drei Flügeln aus dem späten 11., 12. und 13. Jahrhundert im Norden des Ortes wurde erstmals 1135 in einer Urkunde zwischen dem Abt Wilhelm von Moissac (Guillaume de Moissac), dem Vize-Graf Saxet von Lomagne und der Vize-Gräfin Sybille von Auvillar  genannt. Der Nordflügel stammt aus einer älteren Epoche. Der Ostflügel oder „Engländerflügel“ (l’aile des Anglais) mit dem „Engländerturm“ (la tour des Anglais) an der Nordostecke ist Richard I. Löwenherz von England, dem Namensgeber der Burg, gewidmet. Er soll die Burg während seiner Kampagne 1185 in Quercy bewohnt und die genannten Erweiterungen veranlasst haben. Den Westflügel mit seinen zwei Türmen ließ der Abt von Moissac Bertrand von Montaigu und seine Nachfolger zwischen 1260 und 1295 errichten. Die Südseite ist offen, die drei Flügel bilden heute einen Innenhof, die Hauptmauern um die Burg verschwanden im 19. Jahrhundert. 1791 ging das Schloss in den Besitz der Gemeindeverwaltung über. Es beherbergt heute das Bürgermeisteramt.

- Die Pfarrkirche von 1685 befindet sich nahe der Ortsmitte und ist mit seiner achteckiger Vorhalle und dem Glockenturm im „Toulouser Stil“ gehalten. Das Portal trägt Elemente der Renaissance. In der Kirche befindet sich die Grablege vom Hl. Ansbert von Rouen, einem legendären Abt von Moissac.

- Die Kapelle Notre Dame de Pitié oder Notre-dame des Sept Douleurs (Kapelle „Der sieben Schmerzen Mariens“) ersetzte 1836 ihr Vorgängerbau, der in den Revolutionswirren 1793 zerstört wurde. Sie war ein bekannter Wallfahrtsort der Seeleute.

- Das Lamothe-Cadillac-Museum (Le musée Lamothe-Cadillac) widmet sich dem Leben des Abenteurers Antoine Laumet.

## Persönlichkeiten
- Antoine Laumet de La Mothe, Sieur de Cadillac (1658–1730), Offizier und Politiker, Gründer von Detroit und Gouverneur von Louisiana.
- Thomas Goulard (1697–1784), Chirurg, Großvater von Marc-Eugène de Goulard